# Monte Margarida
Monte Margarida is een plaats (freguesia) in de Portugese gemeente Guarda en telt 44 inwoners (2001).